# Hylomyscus anselli
Hylomyscus anselli es una especie de roedor de la familia Muridae.
Vive en altitudes de entre 1.220 y 2.300 m s. n. m. en las montañas del norte de Zambia y el centro-oeste de Tanzania. Su ámbito de distribución se solapa con el de Praomys jacksoni. Anteriormente se le consideraba una subespecie de H. denniae. La especie fue llamada en honor del mastozoólogo británico William Frank Harding Ansell.